# Atlético Clube Izabelense
L'Atlético Clube Izabelense, noto anche semplicemente come Izabelense, è una società calcistica brasiliana con sede nella città di Santa Isabel do Pará, nello stato del Pará.

## Storia
Il club è stato fondato il 26 aprile 1924. Ha partecipato al Campeonato Brasileiro Série C nel 1981, dove è stato eliminato alla terza fase, e nel 1992, dove è stato eliminato alla prima fase.